# Galaxies Are Colliding
Pour plus de détails, voir Fiche technique et Distribution.
Galaxies Are Colliding est un film américano-canadien, sorti en 1992.

## Fiche technique
- Titre : Galaxies Are Colliding
- Réalisation : John Ryman
- Scénario : John Ryman
- Photographie : Philip Lee
- Musique : Stephen Barber
- Pays d'origine : États-Unis - Canada
- Format : Couleurs - 1,85:1
- Genre : comédie
- Durée : 93 minutes
- Date de sortie : 1992

## Distribution
- Dwier Brown (en) : Adam
- Susan Walters : Beth
- Karen Medak : Margo
- Kelsey Grammer : Peter
- Jim Ward : Psycho
- Rick Overton : Rex